# Geelkeelfluiter
De geelkeelfluiter (Pachycephala macrorhyncha) is een zangvogel uit de familie Pachycephalidae (dikkoppen en fluiters). De soort wordt ook wel als ondersoort van de gouden fluiter (P. pectoralis) beschouwd.

## Verspreiding en leefgebied
Deze soort telt vijf ondersoorten:
- P. m. fuscoflava: Tanimbar-eilanden.
- P. m. macrorhyncha: Ambon en Seram (zuidelijke Molukken).
- P. m. buruensis: Buru (zuidelijke Molukken).
- P. m. clio: Soela-eilanden.
- P. m. pelengensis: Banggai-eilanden (oostelijk van Sulawesi).

## Status
De geelkeelfluiter komt niet als aparte soort voor op de lijst van het IUCN, maar is daar een ondersoort van de gouden fluiter (P. pectoralis).